# 池谷和信
池谷 和信（いけや かずのぶ、1958年 - ）は、日本の人類学者・地理学者。専攻は環境人類学、人文地理学。国立民族学博物館人類文明誌研究部教授・総合研究大学院大学文化科学研究科教授（併任）。

## 来歴
静岡県出身。東北大学理学部を経て、筑波大学大学院環境科学研究科修士課程修了、東北大学大学院理学研究科博士課程単位取得退学。北海道大学助手などを経て、国立民族学博物館第一研究部助手、同民族社会研究部人類環境部門助教授を歴任。2014年4月より同民族文化研究部部長を務め、2017年4月より現職。
2003年　東北大学　理学博士、論文の題は「採集・牧畜における資源利用とテリトリーに関する研究 」。

## 主な著作

### 単著
- 世界のビーズ（千里文化財団、2001年）
- 国家のなかでの狩猟採集民－カラハリ・サンにおける生業活動の歴史民族誌－（国立民族学博物館研究叢書4、千里文化財団、2002年）
- 山菜採りの社会誌－資源利用とテリトリー－（東北大学出版会、2003年）
- 現代の牧畜民－乾燥地域の暮らし－（古今書院、2006年）
- わたしたちのくらしと家畜（1）家畜ってなんだろう (童心社、2013年）
- わたしたちのくらしと家畜（2）家畜にいま何がおきているのか（童心社、2013年）
- 人間にとってスイカとは何か――カラハリ狩猟民と考える（フィールドワーク選書 5）（臨川書店、2014年）
- トナカイの大地、クジラの海の民族誌―ツンドラに生きるロシアの先住民チュクチ（明石書店、2022年）
- Sedentarization and Subsistence Strategies among the Botswana SanーMobility and Lifeway Transitions (1929–2010). （Senri Ethnological Studies No. 113）（Osaka: National Museum of Ethnology, 2025年）

### 編著
- 地球環境問題の人類学―自然資源へのヒューマンインパクト（世界思想社、2003年）
- 熱帯アジアの森の民―資源利用の環境人類学（人文書院、2005年）
- 日本の狩猟採集文化－野生生物とともに生きる（世界思想社、2005年）
- 地球環境史からの問い―ヒトの自然の共生とは何か（岩波書店、2009年）
- 日本列島の野生生物とヒト（世界思想社、2010年）
- ボツワナを知るための52章－エリア・スタディーズ（明石書店、2012年）
- 生き物文化の地理学（ネイチャー・アンド・ソサエティ研究 第2巻）（海青社、2013年）
- 狩猟採集民からみた地球環境史　自然・隣人・文明との共生（東京大学出版会、2017年）
- ビーズ―つなぐ・かざる・みせる（国立民族学博物館、2017年）
- Sedentarization among Nomadic Peoples in Asia and Africa. (Senri Ethnological Studies 95) (Osaka: National Museum of Ethnology, 2017)
- Beads in the World. （Osaka: National Museum of Ethnology, 2018）
- The Spread of Food Cultures in Asia. （Senri Ethnological Studies 100） (Osaka: National Museum of Ethnology, 2019)
- ビーズでたどるホモ・サピエンス史ー美の起源に迫る（昭和堂、2020年）
- 食の文明論ーホモ・サピエンス史から探る（農山漁村文化協会、2021年）
- アイヌのビーズ―美と祈りの二万年（平凡社、2022年）
- 熱帯の家畜と人―飼育と流通を地理学から探る（海青社、2025年）

### 共編著
- Parks, Property, and Power: Managing Hunting Practice and Identity within State Policy Regimes David Anderson.（Senri Ethnological Studies 59）（with D. Anderson (eds.), Osaka: National Museum of Ethnology, 2001）
- Pastoralists and Their Neighbors in Asia and Africa.（Senri Ethnological Studies 69）（with E. Fratkin (eds.), Osaka: National Museum of Ethnology, 2005）
- Updating the San: Image and Reality of an African People in the 21st Century. (Senri Ethnological Studies 70) (with In R. K. Hitchcock, M. Biesele and R. B. Lee (eds.), Osaka: National Museum of Ethnology, 2006）
- 朝倉世界地理講座－大地と人間の物語－　第11巻　アフリカ I　（佐藤廉也・武内進一との共編、朝倉書店、2007年）
- 朝倉世界地理講座－大地と人間の物語－　第12巻　アフリカII　（武内進一・佐藤廉也との共編、朝倉書店、2008年）
- ヒトと動物の関係学　第4巻　野性と環境　（林良博との共編、岩波書店、2008年）
- Interactions betwwen Hunter-Gatherers and Farmers: From Prehistory to Present. (Senri Ethnological Studies 73)（with H. Ogawa and P. Mitchell (eds.), Osaka: National Museum of Ethnology, 2009)
- シリーズ 日本列島の三万五千年 第5巻 山と森の環境史 （白水智との責任編集（湯本貴和編）、文一総合出版、2011年）
- Hunter-Gatherers and their Neighbors in Asia, Africa, and South America. （Senri Ethnological Studies 94）（with Robert K. Hitchcock (eds.), Osaka: National Museum of Ethnology, 2016）
- Research and Activism among the Kalahari San Today: Ideals, Challenges, and Debates. (Senri Ethnological Studies 99) (with R. Fleming Puckett (eds.), Osaka: National Museum of Ethnology, 2018)
- Hunter-Gatherers in Asia: From Prehistory to the Present. (Senri Ethnological Studies No. 106) (with Y. Nishiaki (eds.), Osaka: National Museum of Ethnology, 2021)
- Advances in East Asian Agricultural Origins Studies: The Pleistocene to Holocene Transition. （with Pei-Lin Yu and Meng Zhang (eds.), Basel: MDPI Books, 2022)
- その空間を統治するのはだれか―フロンティア空間の人類学（佐川徹・岡野英之・大澤隆将との共編、ナカニシヤ書店、2025年）